# Uthen Samarnthai
Auten Samarnthai (thailändisch อุเทน สมานไทย, * 28. April 1998), auch als Ten bekannt, ist ein thailändischer Fußballspieler.

## Karriere
Uthen Samarnthai stand bis 2019 beim Rayong FC unter Vertrag. Der Verein aus Rayong spielte in der zweiten thailändischen Liga. Am Ende der Saison belegte er mit dem Verein den dritten Tabellenplatz und stieg in die erste Liga auf. Nach dem Aufstieg verließ er Rayong und schloss sich dem Viertligisten Bankhai United FC aus Ban Khai an. Der Klub spielte in der vierten Liga, der Thai League 4. Hier trat Bankhai in der Eastern Region an. Nach zwei Spieltagen wurde die Saison wegen der COVID-19-Pandemie unterbrochen. Während der Unterbrechung wurde vom Verband beschlossen, dass man die dritte und die vierte Liga zusammenlegt. Nach Wiederaufnahme des Spielbetriebs startete Bankhai in der Eastern Region der dritten Liga. Zu Beginn der Saison 2021/22 kehrte er zu seinem ehemaligen Verein Rayong FC zurück. Die Saison 2023/24 wurde er mit Rayong Tabellendritter und qualifizierte sich somit für die Aufstiegsspiele zur ersten Liga. Hier konnte man sich gegen den Nakhon Si United FC durchsetzen und stieg in die erste Liga auf. Nach vier Spielzeiten, in denen er 75 Ligaspiele bestritt, wechselte er im Juli 2025 nach Trat zum Zweitligisten Trat FC.